# 카를 폰 헤센다름슈타트 대공자
카를 폰 헤센다름슈타트(독일어: Karl von Hesse-Darmstadt, 1809년 4월 23일 ~ 1877년 3월 20일)은 헤센 대공국의 공자이다.
루트비히 2세 대공과 바덴의 빌헬미네 대공비의 차남으로 태어났다. 그의 형인 루트비히 3세가 자녀가 없자 형 다음으로 대공위를 계승할 수 있었으나 형이 죽기 약 2개월 전인 1877년 3월 20일에 사망하여 헤센의 대공이 되지 못하였다. 훗날 헤센 대공국의 대공이 되는 루트비히 4세의 친부이다.

## 자녀
| 사진 | 이름                       | 생일             | 사망                   | 기타                         |
| ---- | -------------------------- | ---------------- | ---------------------- | ---------------------------- |
|      | 루트비히 4세 폰 헤센 대공  | 1837년 9월 12일  | 1892년 3월 13일 (54세) | 헤센 대공국의 대공. 2남 5녀. |
|      | 하인리히 폰 헤센다름슈타트 | 1838년 11월 28일 | 1900년 9월 16일 (61세) | 슬하 2남.                    |
|      | 헤센다름슈타트의 아나      | 1843년 5월 25일  | 1865년 4월 16일 (21세) | 슬하 1녀.                    |
|      | 헤센다름슈타트의 빌헬름    | 1845년 11월 16일 | 1900년 5월 24일 (54세) | 슬하 1남.                    |